# پوندرا
پوندرا (انگلیسی: Ponedera) نام شهری در کشور کلمبیا است.